# Toui à bandeau jaune
Psilopsiagon aurifrons
Espèce
Statut de conservation UICN

 LC  : Préoccupation mineure
Statut CITES
Le Toui à bandeau jaune (Psilopsiagon aurifrons anciennement Bolborhynchus aurifrons) est une espèce d'oiseaux appartenant à la famille des Psittacidae. Elle est parfois nommée Perruche des montagnes ou Perruche citron.

## Description
Cette espèce est très proche du Toui aymara dont elle se distingue par la coloration presque entièrement verte de son plumage (vert jaunâtre sur la poitrine et le ventre). Le mâle présente généralement un net masque jaune vif tandis que la femelle n'en présente qu'un très modeste beaucoup plus pâle et terne.
Cet oiseau mesure de 18 à 20 cm.

## Habitat
Cette espèce peuple les versants boisés et les vallées inondées des montagnes.

## Répartition
Cet oiseau vit dans les Andes au Pérou, au Chili, en Bolivie et en Argentine.

## Sous-espèces
Le Toui à bandeau jaune est représenté par quatre sous-espèces :
- la Perruche citron P. a. aurifrons au dimorphisme sexuel très marqué, le mâle arborant un masque facial jaune vif descendant nettement sur la poitrine ;
- la Perruche citron de Roberts P. a. robertsi avec masque facial peu marqué, les deux sexes ressemblant beaucoup à la femelle de la sous-espèce précédente ;
- la Perruche margarita P. a. margaritae ;
- la Perruche à bec rouge P. a. rubrirostris avec masque facial bleu ciel et sans dimorphisme sexuel.